# Línea E (Caleta Olivia)
La Línea E o Directo Chacras es un servicio de pasajeros del transporte de la ciudad de Caleta Olivia. Esta línea pertenece a la empresa MAXIA S.R.L..

## Recorrido
Servicio diurno 
| BUS2 | KBHFa |

|  | BHF |

|  | BHF |

|  | BHF |

|  | BHF |

|  | BHF |

|  | BHF |

|  | BHF |

|  | BHF |

|  | BHF |

|  | BHF |

|  | BHF |

|  | BHF |

|  | BHF |

|  | BHF |

|  | BHF |

|  | BHF |

|  | BHF |

|  | BHF |

|  | BHF |

|  | BHF |

|  | BHF |

|  | BHF |

|  | BHF |

|  | KBHFe |

Nota:mientras este cortada la Avda. Antártida Argentina Oeste en la rotonda 4 por construcción de la Autovía Comodoro Rivadavia - Caleta Olivia el recorrido será por Fetachao, Rotonda 3, Colectora Este, Los Jazmines y Ombú. Retornando por Antártida Argentina Oeste. El recorrido mide 10,5 km, pero con este desvío es de 13,8.